# Marc De Block
Marc De Block (* 25. Juli 1945 in Schelderode, Provinz Ostflandern) ist ein ehemaliger belgischer Radrennfahrer und nationaler Meister im Radsport.

## Sportliche Laufbahn
1976 wurde er nationaler Meister im Querfeldeinrennen vor Albert Van Damme. 1977 wurde er erneut Meister, ebenfalls vor Van Damme. Von 1968 bis 1978 startete er als Berufsfahrer, immer in belgischen Radsportteams. In seiner Laufbahn gewann er mehr als 20 Querfeldeinrennen sowie vier kleinere Straßenrennen in Belgien. 1969 bestritt er die Tour de France und beendete die Tour auf dem 82. Rang des Klassements. 1970 schied er in der Vuelta a España aus.